# Campionati europei di short track 2017

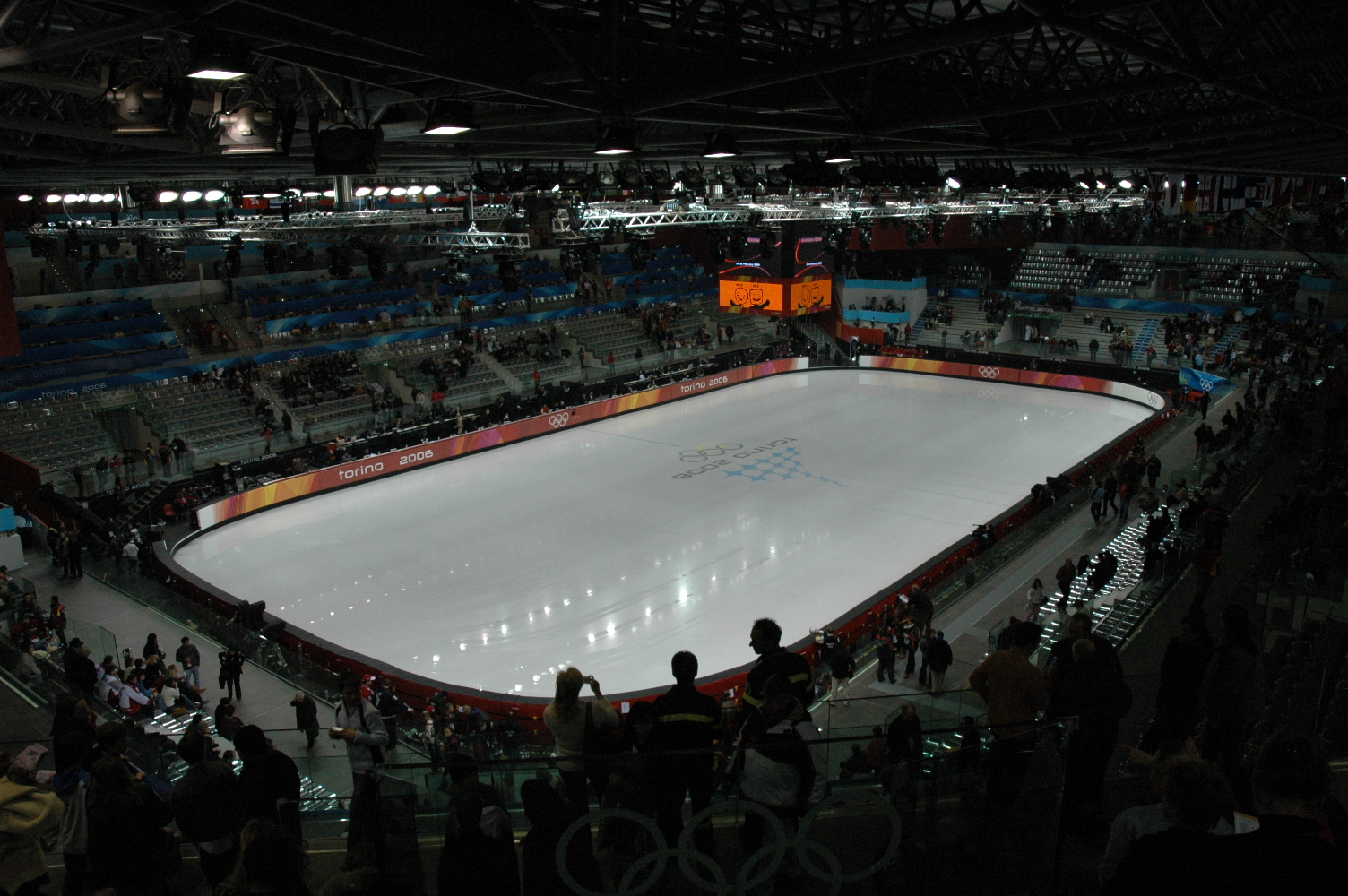
Il Palazzo a Vela che ha ospitato la competizione.

I Campionati europei di short track 2017 sono stati la 21ª edizione della competizione organizzata dall'International Skating Union. Si sono svolti dal 13 al 15 gennaio 2017 a Torino, in Italia.

## Nazioni partecipanti
- Austria
- Bielorussia
- Bosnia ed Erzegovina
- Belgio
- Bulgaria
- Croazia
- Rep. Ceca
- Spagna
- Francia
- Gran Bretagna
- Germania
- Ungheria
- Irlanda
- Israele
- Italia
- Lettonia
- Lituania
- Paesi Bassi
- Norvegia
- Polonia
- Romania
- Russia
- Slovenia
- Serbia
- Slovacchia
- Svezia
- Turchia
- Ucraina

## Podi

### Donne
| Evento                          | Oro                                                                                     | Tempo    | Argento                                                           | Tempo    | Bronzo                                                                          | Tempo    |
| 500 metri (dettagli)            | Rianne de Vries                                                                         | 44.263   | Martina Valcepina                                                 | 44.320   | Charlotte Gilmartin                                                             | 44.548   |
| 1000 metri (dettagli)           | Sof'ja Prosvirnova                                                                      | 1:31.546 | Andrea Keszler                                                    | 1:31.551 | Ekaterina Konstantinova                                                         | 1:32.214 |
| 1500 metri (dettagli)           | Arianna Fontana                                                                         | 2:28.884 | Sof'ja Prosvirnova                                                | 2:29.134 | Lucia Peretti                                                                   | 2:29.231 |
| 3000 metri (dettagli)           | Arianna Fontana                                                                         | 5:27.691 | Ekaterina Konstantinova                                           | 5:27.790 | Sof'ja Prosvirnova                                                              | 5:27.807 |
| Staffetta 3000 metri (dettagli) | Italia Lucia Peretti Cecilia Maffei Arianna Fontana Martina Valcepina Arianna Valcepina | 4:17.166 | Ungheria Sára Bácskai Petra Jászapáti Andrea Keszler Zsófia Kónya | 4:17.195 | Paesi Bassi Suzanne Schulting Yara van Kerkhof Lara van Ruijven Rianne de Vries | 4:18.446 |
| Classifica generale (dettagli)  | Arianna Fontana                                                                         | 79 pts.  | Sof'ja Prosvirnova                                                | 73 pts.  | Ekaterina Konstantinova                                                         | 39 pts.  |

### Uomini
| Evento                          | Oro                                                                      | Tempo    | Argento                                                                | Tempo    | Bronzo                                                                 | Tempo    |
| 500 metri (dettagli)            | Sjinkie Knegt                                                            | 41.168   | Dylan Hoogerwerf                                                       | 41.549   | Viktor An                                                              | 41.834   |
| 1000 metri (dettagli)           | Shaolin Sándor Liu                                                       | 1:25.964 | Shaoang Liu                                                            | 1:26.061 | Semën Elistratov                                                       | 1:41.207 |
| 1500 metri (dettagli)           | Semën Elistratov                                                         | 2:20.608 | Shaoang Liu                                                            | 2:20.808 | Vladislav Bykanov                                                      | 2:20.822 |
| 3000 metri (dettagli)           | Semën Elistratov                                                         | 5:01.663 | Shaolin Sándor Liu                                                     | 5:01.787 | Sjinkie Knegt                                                          | 5:02.029 |
| Staffetta 5000 metri (dettagli) | Paesi Bassi Itzhak de Laat Sjinkie Knegt Daan Breeuwsma Dylan Hoogerwerf | 6:56.809 | Russia Semën Elistratov Aleksandr Šul'ginov Viktor An Denis Ayrapetyan | 6:56.889 | Italia Tommaso Dotti Yuri Confortola Andrea Cassinelli Nicola Rodigari | 7:00.168 |
| Classifica generale (dettagli)  | Semën Elistratov                                                         | 86 pts.  | Shaolin Sándor Liu                                                     | 71 pts.  | Sjinkie Knegt                                                          | 54 pts.  |

## Medagliere
| Pos.   | Paese         | Oro | Argento | Bronzo | Totale |
| ------ | ------------- | --- | ------- | ------ | ------ |
| 1      | Russia        | 4   | 4       | 5      | 13     |
| 2      | Italia        | 4   | 1       | 2      | 7      |
| 3      | Paesi Bassi   | 3   | 1       | 3      | 7      |
| 4      | Ungheria      | 1   | 6       | 0      | 7      |
| 5      | Gran Bretagna | 0   | 0       | 1      | 1      |
| 6      | Israele       | 0   | 0       | 1      | 1      |
| Totale | Totale        | 12  | 12      | 12     | 36     |